# サンウッド
株式会社サンウッド（さんうっど、Sunwood Corporation）は、東京都港区に本社を置く不動産会社。
2012年までは森ビルグループ、2013年からタカラレーベンの持分法適用会社、2021年から京王電鉄の持分法適用会社。2023年12月26日に京王電鉄の子会社となった。

## 概要
東京都心を中心に高級志向のマンションを分譲している。自社自身が開発から販売まで行う製販一体体制に特徴があり、リフォーム事業や仲介事業も展開している。創業以来「住まいとしての安心感」や「プライバシーがいかに守られるべきか」を最優先条件とし、独自のブランドポリシーを守りながら分譲マンション事業を展開している。
創業10年目に超高層マンションの｢赤坂タワーレジデンスTop of the Hill｣（2009年度「港区みどりの街づくり賞」を受賞）を開発、分譲した。また、近年ではフリーオーダープラン（スケルトン・インフィル）を採用したマンションの開発・分譲や、リノベーション物件にも力を入れている。
1997年創業時の理念は、「日本には無い、富裕層が満足する高品質なレジデンスを提供したい」。
1997年の創業時に、森ビルの森稔元会長の出資を受けており（20％出資）、1997年から長らく森ビルグループの一員であったが、2012年に資本関係を解消。
代わって2013年から、株式会社タカラレーベンと業務資本提携を結んでいた（20.4％出資）。株式会社タカラレーベンは埼玉・千葉を中心に郊外で一次取得層向けの物件をメインで展開するのに対して、株式会社サンウッドは東京都心で富裕層向けの物件を展開をしており、事業の住み分けがなされていた。
2021年11月22日、株式会社タカラレーベンとの業務資本提携契約を両社合意のもとに解消することを発表。同日付で京王電鉄株式会社との間で資本業務提携を締結することを発表した。京王電鉄は2021年11月22 日付株式譲渡契約をタカラレーベンと締結し、2021年11月29日付で普通株式百万株を市場外の相対取引にて取得した（総株主の議決権の数に対する割合21.31％）。これにより2021年11月29日から京王電鉄の持分法適用会社となった。
2023年12月26日、京王電鉄が株式公開買付けにより子会社化した。

## 特徴
- 「プライバシー1st」「ゆとりの空間」「安全と安心の追求」「環境への配慮」「お客さま本位」という5つのブランドポリシーを掲げ、東京都心部における高品質な新築分譲マンションの企画開発、販売を事業の中心に据えている。

## 沿革
- 1997年（平成9年）2月 - 都市型マンションの開発、分譲を主たる事業目的として、港区赤坂に株式会社サンウッドを設立。
- 同年3月 - 宅地建物取引業免許を取得。森ビル株式会社並びに同社の森稔元会長から出資を受ける。[3]
- 同年6月 - 港区虎ノ門1丁目に移転
- 同年8月 - 特定建設業･建築工事業免許を取得、一級建築士事務所登録を実施
- 2002年（平成14年）6月 - 日本証券協会に株式を登録
- 2004年（平成16年）12月 - ジャスダックに株式を上場
- 2005年（平成17年）12月 - 港区虎ノ門3丁目に移転
- 2012年（平成24年）7月 - 森ビルとの資本関係を解消[9]
- 2013年（平成25年）11月 - タカラレーベンとの資本業務提携を発表[10]、同社の持分法適用会社になる[11]
- 2021年（令和3年）11月 - タカラレーベンとの資本業務提携解消を発表[4]。同日付で京王電鉄との資本業務提携を発表[5]。京王電鉄はタカラレーベンの保有株式全部を相対取引において取得し、京王電鉄の持分法適用会社になった[5][6]。
- 2022年（令和4年）6月 - 代表取締役社長に森 毅が就任[12]。
- 2023年（令和5年）12月 - 京王電鉄が株式公開買付けを行い、議決権所有割合ベースで持株比率を88.35%とする[7]。
- 2024年（令和6年）
  - 3月28日 - 東京証券取引所スタンダード市場上場廃止[1]。
  - 4月1日 - 株式併合により、京王電鉄の完全子会社となる。

## 主な分譲実績[13]
【東京・都心】
- サンウッド東日本橋フラッツ（東京都中央区）
- 赤坂タワーレジデンスTop of the Hill（東京都港区）
- サンウッド三田パークサイドタワー（東京都港区）
- サンウッド赤坂氷川（東京都港区）
- サンウッド西麻布（東京都港区）
- サンウッド三田綱町（東京都港区）
- サンウッド赤坂フラッツ（東京都港区）
- サンウッド白金三光坂（東京都港区）
- サンウッド青山（東京都港区）
- サンウッド新宿戸山フラッツ（東京都新宿区）
- フォレストテラス松濤（東京都渋谷区）
- サンウッド松濤（東京都渋谷区）
- サンウッド代官山猿楽町（東京都渋谷区）
- サンウッド代々木公園（東京都渋谷区）
- サンウッド文京千駄木フラッツ（東京都文京区）
- サンウッド目白台（東京都文京区）
- サンウッド文京開運坂上（東京都文京区）
- サンウッド東京茅場町パークフロント（東京都中央区）
- サンウッド赤坂丹後町（東京都港区）
- サンウッド代々木西参道（東京都渋谷区）
- サンウッド広尾（東京都渋谷区）

【東京・城北】
- ルネッサンスタワー上野池之端（東京都台東区）

【東京・城東】
- サンウッド門前仲町フラッツ（東京都江東区）

【東京・城南】
- サンウッド品川天王洲タワー（東京都品川区）
- サンウッド中目黒フラッツ（東京都目黒区）
- サンウッド学芸大学テラス（東京都目黒区）
- サンウッド尾山台（東京都世田谷区）
- ガーデンコート成城（東京都世田谷区）

【東京・城西】
- サンウッド杉並和田フラッツ（東京都杉並区）
- サンウッド石神井公園テラス（東京都練馬区）

【東京・多摩】
- サンウッド吉祥寺フラッツ（東京都武蔵野市）

【神奈川県】
- 大磯シーサイドヒルズ（神奈川県中郡大磯町）

【千葉県】
- サンウッド市川真間グリーンヒルズ（千葉県市川市）